# Zabel Jesajanová
Zabel Jesajanová (arménsky: Զապել Եսայան; 4. února 1878 Istanbul – 1943) byla arménská spisovatelka. Její romány a články přispěly k pochopení pronásledování tureckých Arménů a bojovaly za práva žen (zejm. knihy Když už nejsou zamilovaní a Poslední pohár). Jako první arménský autor vůbec užila slovo "feminismus", ve svém článku z roku 1903.

## Život a dílo
Narodila se v arménské rodině na území dnešního Turecka, v konstantinopolské čtvrti dnes zvané Üsküdar. Její rodné jméno bylo Hovanesjanová. Již roku 1895 ji Aršak Chobanijan otiskl ve svém konstantinopolském časopise Tsaghik první literární text, prozaickou báseň Óda na noc. Ve stejném roce byla mezi prvními ženami z Konstantinopole, které vyjely ke studiu do zahraničí. Na pařížské Sorbonně pak vystudovala literaturu a filozofii. V Paříži se rozhodla systematičtěji psát, stala se součástí hnutí arménských intelektuálů v emigraci zvaného Zartonk. Spolu s kolegyněmi Srpouhi Dussapovou a Zabel Sibil Asadourovou patřila k prvním ženám v tomto hnutí a vnášela do něj spolu s nimi feministické otázky. V roce 1903 vydala svůj první román Sbasman Srahin Mech (V čekárně) pojednávající o imigraci a chudobě ve Francii. Texty publikovala ve francouzských i arménských emigrantských periodicích: Mercure de France, L'Humanité, Massis, Anahit, Ecrit pour l'Art, La Grande France, Tzolk, Mer Ugin a Arşav. V Paříži se i provdala, za arménského malíře Dickrana Jesajana. Měli spolu dvě děti, Sophii a Hranta.
Po mladoturecké revoluci v roce 1908 se Jesajanová vrátil do Osmanské říše. V roce 1909 byla jmenována do komise arménského konstantinopolského patriarchátu a poslána do Kilikie, aby prozkoumala tamní napjatou situaci. Publikovala pak sérii článků o masakru v Adaně. Tragický osud Arménů v Kilikii je také tématem její knihy Mezi ruinami (1911), novely Prokletí (1911) a povídek Safieh (1911) a Nová nevěsta (1911). Během první světové války se Arméni v Osmanské říši ocitli v ještě větším ohrožení. Objevila se na seznamu arménských intelektuálů, kteří byli 24. dubna 1915 zatčeni a deportováni osmanskou mladotureckou vládou, jakožto jediná žena. Jesajanová zatčení však unikla a uprchla do Bulharska. Zde napsala knihu Krakedi Më Hishadagner (Vzpomínky spisovatele), která zobrazuje turecké popravy prominentních Arménů 24. dubna 1915. Aby snížila nebezpečí, které jí přineslo zveřejnění díla, použila na obálce mužský pseudonym Viken.
Později odešla do Baku, kde pracovala s arménskými uprchlíky a dokumentovala jejich očitá svědectví o zvěrstvech, ke kterým došlo během arménské genocidy. Její syn zůstal s její matkou v Konstantinopoli, zatímco její manžel a dcera byli ve Francii. Jesajanová se s nimi sešla až po válce v roce 1919 ve Francii. Zde se zúčastnila pařížské mírové konference jako součást arménské národní delegace. Tamtéž se zúčastnila i tzv. Spojenecké konference žen, kde promluvila o zvěrstvech, kterým arménské ženy čelily během genocidy. Poté se i s dětmi vrátila do Kilikie, aby pomáhala arménským uprchlíkům a sirotkům.
V roce 1926 navštívila sovětskou Arménii a krátce poté zveřejnila své vesměs pozitivní dojmy v textu Nespoutaný Prometheus (1928). V roce 1933 se rozhodla v sovětské Arménii trvale usadit, i s dětmi. V roce 1934 se již zúčastnila prvního sjezdu Svazu sovětských spisovatelů v Moskvě. Učila francouzskou a arménskou literaturu na Jerevanské státní univerzitě a pokračovala v plodném psaní (romány Ohnivá košile, 1934, a autobiografie Zahrady Silihdaru, 1935). Během Stalinovy velké čistky v roce 1937 byla obviněna z „nacionalismu“, zatčena a poté převážena po různých věznicích od Jerevanu po Baku. Zemřela za neznámých okolností. Spekuluje se, že byla utopena na Sibiři, snad v roce 1943. Toto datum smrti bez bližších vysvětlení uvádí jak sovětská Stručná literární encyklopedie z roku 1964, tak Velká sovětská encyklopedie z roku 1972.
Dne 8. března 2018, u příležitosti Mezinárodního dne žen, po ní byla v Paříži pojmenována ulice. V roce 2022 jí byl v arménské obci Prošjan odhalen pomník v životní velikosti.